# Георги Богданов (революционер)
 Тази статия е за българския революционер и гемиджия Георги Богданов.  За други значения вижте Георги Богданов.  
Георги Петров Богданов е български революционер - анархист, един от солунските атентатори.

## Биография
Георги Богданов е роден през 1879 година във Велес, тогава в Османската империя, в богатото семейство на Петър Богданов – касиер на велешкото българско читалище „Просвещение“. Брат му Тодор Богданов също се занимава с революционна дейност. Георги получава прогимназиално образование във Велес, а от 1897 година учи в българската мъжка гимназия в Солун. Не успява да завърши гимназията, изключен поради революционна дейност. Остава в Солун и се занимава с търговия заедно със зет си Илия Попстефанов. Става член на кръга на гемиджиите през 1901 година. Участва в Солунските атентати през 1903 година, като хвърля бомба пред гръцкото кафене „Ноия“. Арестуван е на 17/29 април и е предаден на специален военен съд, заедно с Павел Шатев, Марко Бошнаков и Милан Арсов. Първоначално са осъдени на смърт, а впоследствие присъдата им е заменена с доживотен затвор. През 1905 година е изпратен на заточение във Фезан или Мурзук, където доживява общата амнистия, дадена от султана през 1908 година. След освобождението си се занимава с търговия в Солун и Драма. В 1914 година Богданов влиза в Комитета на дезертьорите.
По случай 15-ата годишнина от Илинденско-Преображенското въстание за заслуги към постигане на българския идеал в Македония през Първата световна война в 1918 година, Георги Богданов е награден с орден „Свети Александър“.
Разорен и тежко болен заедно със семейството си се премества в България, където работи като чиновник. Умира на 12 юни 1939 година.

## Родословие
|                                |                                |                                |                                |                                |                                |  |  | Петър Богданов                |                               |                               |                               |                               |                               |  |  |                                |                                |                                |                                |                                |                                |  |  |                                |                                |                                |                                |                                |                                |  |  |
|                                |                                |                                |                                |                                |                                |  |  |                               |                               |                               |                               |                               |                               |  |  |                                |                                |                                |                                |                                |                                |  |  |                                |                                |                                |                                |                                |                                |  |  |
|                                |                                |                                |                                |                                |                                |  |  |                               |                               |                               |                               |                               |                               |  |  |                                |                                |                                |                                |                                |                                |  |  |                                |                                |                                |                                |                                |                                |  |  |
| Тодор Богданов (? – след 1938) | Тодор Богданов (? – след 1938) | Тодор Богданов (? – след 1938) | Тодор Богданов (? – след 1938) | Тодор Богданов (? – след 1938) | Тодор Богданов (? – след 1938) |  |  | Георги Богданов (1879 – 1939) | Георги Богданов (1879 – 1939) | Георги Богданов (1879 – 1939) | Георги Богданов (1879 – 1939) | Георги Богданов (1879 – 1939) | Георги Богданов (1879 – 1939) |  |  | Роксандра Богданова (1871 – ?) | Роксандра Богданова (1871 – ?) | Роксандра Богданова (1871 – ?) | Роксандра Богданова (1871 – ?) | Роксандра Богданова (1871 – ?) | Роксандра Богданова (1871 – ?) |  |  | Илия Попстефанов (1866 – 1936) | Илия Попстефанов (1866 – 1936) | Илия Попстефанов (1866 – 1936) | Илия Попстефанов (1866 – 1936) | Илия Попстефанов (1866 – 1936) | Илия Попстефанов (1866 – 1936) |  |  |
| Тодор Богданов (? – след 1938) | Тодор Богданов (? – след 1938) | Тодор Богданов (? – след 1938) | Тодор Богданов (? – след 1938) | Тодор Богданов (? – след 1938) | Тодор Богданов (? – след 1938) |  |  | Георги Богданов (1879 – 1939) | Георги Богданов (1879 – 1939) | Георги Богданов (1879 – 1939) | Георги Богданов (1879 – 1939) | Георги Богданов (1879 – 1939) | Георги Богданов (1879 – 1939) |  |  | Роксандра Богданова (1871 – ?) | Роксандра Богданова (1871 – ?) | Роксандра Богданова (1871 – ?) | Роксандра Богданова (1871 – ?) | Роксандра Богданова (1871 – ?) | Роксандра Богданова (1871 – ?) |  |  | Илия Попстефанов (1866 – 1936) | Илия Попстефанов (1866 – 1936) | Илия Попстефанов (1866 – 1936) | Илия Попстефанов (1866 – 1936) | Илия Попстефанов (1866 – 1936) | Илия Попстефанов (1866 – 1936) |  |  |